# Кузнецов, Николай Дмитриевич (дипломат)
Никола́й Дми́триевич Кузнецо́в (23 октября 1907 — 3 августа 1992) — советский историк и дипломат, кандидат исторических наук. Чрезвычайный и полномочный посол.

## Биография
Член ВКП(б). В 1926 году поступил на общественно-экономическое отделение 2-го Московского государственного университета, был членом комитета комсомола университета, вёл общественную работу в трудовых коллективах Москвы. После окончания вуза был направлен на преподавательскую работу в Ижевск, с 1930 года — аспирант кафедры истории СССР МГПИ. Читал лекции по курсу истории СССР, был назначен директором курсов по подготовке поступающих в вуз, в 1932—1934 годах заведовал там же историческим отделением. 17 апреля 1934 года защитил кандидатскую диссертацию «Происхождение и сущность феодализма в России».
В 1940—1941 годах — ответственный референт I Европейского отдела НКИД СССР, второй секретарь полпредства в Норвегии и второй секретарь полпредства в Финляндии.
В 1941—1942 годах воевал в народном ополчении, ранен. Приказом ВС 34-й армии Северо-Западного фронта № 196 от 11 апреля 1942 года политрук роты автоматчиков 528-го стрелкового полка 130-й стрелковой дивизии Кузнецов награждён медалью «За боевые заслуги» за взятие деревни Новая Русса.
В 1942—1945 годах — второй секретарь, первый секретарь, советник по связи с норвежским правительством в Посольстве СССР при Союзных правительствах в Великобритании.
С 19 июня 1945 по 8 июня 1947 года — чрезвычайный и полномочный посол СССР в Норвегии.
В 1947—1948 годах — заместитель заведующего V Европейским отделом МИД СССР.
После 1948 года — заместитель директора Высшей дипломатической школы МИД СССР, доцент, профессор МГИМО.
В 1951 году вернулся в МГПИ им. В. И. Ленина, где работал заместителем заведующего и заведующим кафедрой истории СССР, деканом исторического факультета (1950—1953), преподавателем в должности профессора.
В 1985 году награждён орденом Отечественной войны I степени.
Похоронен в Москве на Армянском участке Ваганьковского кладбища.